# Hiraga Yuzuru

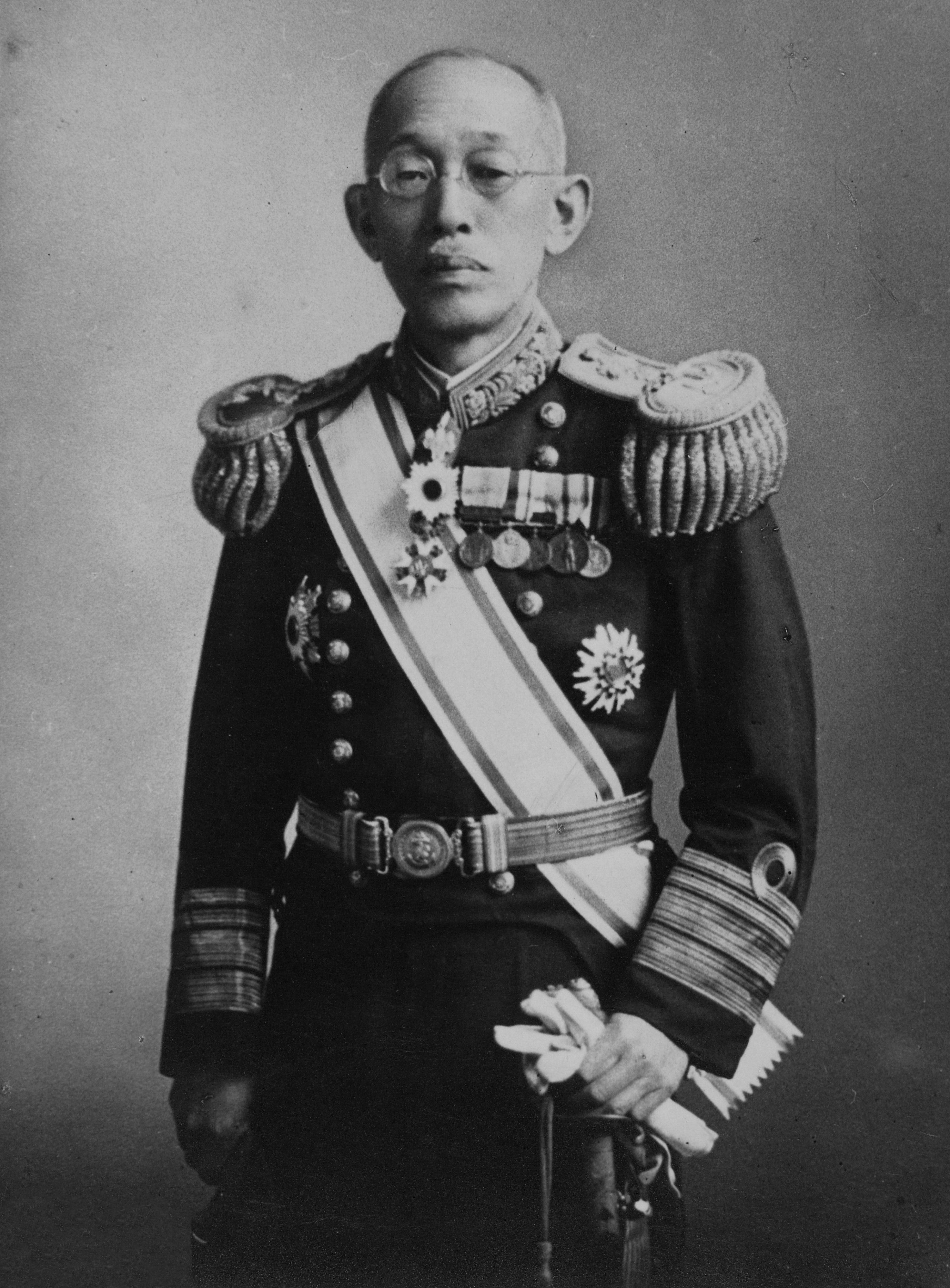
Hiraga Yuzuru

Hiraga Yuzuru (japanisch 平賀譲; geboren 8. März 1878 in der Präfektur Hiroshima; gestorben 17. Februar 1943) war japanischer Schiffbauingenieur, Vizeadmiral und Universitätsprofessor.

## Leben und Wirken
Hiraga Yuzuru wurde als Sohn eines höheren Gefolgsmannes des Asano-Klans in Hiroshima geboren. Nach seinem Abschluss an der Universität Tokio wurde er zum Marine-Schiffbauingenieur ernannt. Ab 1883 ging er für drei Jahre nach England und bildete sich am Royal Naval War College in Greenwich weiter.
Nach seiner Rückkehr nach Japan wurde er 1918 Generalleutnant des Schiffbaus, nachdem er als Dozent an der Universität Tokio, Schiffbauchef und Direktor des „Navy Technical Research Institute“ (海軍技術研究所, Kaigun gijutsu kenkyūsho) und an anderen Stellen gearbeitet hatte. Während dieser Zeit, also zu Beginn der Taishō-Zeit, war er der Chefdesigner der Marinewerft Yokosuka für den Bau des Schlachtschiffs Yamashiro. Er entwarf auch die Schlachtschiffe der Nagato-Klasse und andere in der „Technischen Abteilung der Marine“ (海軍技術本部, Kaigun gijutsu hombu) –  später in „Hauptabteilung für Schiffsangelegenheiten“ (艦政本部, Kansei hombu; Technische Abteilung).
Als 1918 bei der Verabschiedung des Washingtoner Flottenabkommens die Anzahl der im Besitz eines Staates befindlichen Großkampfschiffe begrenzt wurde, entwarf Hiraga Kreuzer wie die Yūbari, den Schweren Kreuzer Furutaka und Myōkō, die mit starker Feuerkraft ausgestattet waren und ein technisches Niveau hatten, das das von Großbritannien und den Vereinigten Staaten übertraf. 1931 wurde er in die Reserve entlassen.
Auch nach seiner Pensionierung war Hiraga noch lange Zeit am Design von Japans Großkampfschiffen beteiligt, beispielsweise als Berater für das Design von Schlachtschiffen der Yamato-Klasse. So galt er als „Vater der Kriegsschiffe“. Bereits 1909 zum Professor an der Universität Tokio ernannt, diente er ab 1935 als Dekan der Fakultät für Ingenieurwissenschaften und war von 1938 bis zu seinem Todesjahr Präsident der Universität. Als es 1938 innerhalb der Fakultät für Wirtschaftswissenschaften aufgrund von Texten, die Professor Kawai Eijirō verfasst hatte, zu einem Streit kam, kam es zwar in der Fakultätssitzung zu keiner Entscheidung, aber Kawai und Professor Hijikata Seibi (土方 成美; 1890–1975) wurden trotzdem von der Arbeit suspendiert. Viele haben damals die unter „Hiraga Yuzurus Lehrmeinung“ stehende Universität verlassen.
Hiraga erhielt 1928 den Preis der Akademie der Wissenschaften für seine Arbeit „Forschung bezüglich Hochgeschwindigkeitsschiffe“ (高速度艦船に関する研究, Kōsokudo kansen ni kansuru kenkyū). Er war der erste Ausländer, der von der „British Shipbuilding Society“ mit einem goldenen Schwert ausgezeichnet wurde.